# Nothotelus ocularis
Nothotelus ocularis là một loài bọ cánh cứng trong họ Scraptiidae. Loài này được Broun miêu tả khoa học năm 1914.